# Celithemis elisa
Espèce
Statut de conservation UICN

 LC  : Préoccupation mineure
La Célithème indienne (Celithemis elisa) fait partie de la famille des Libellulidae. Elle est présente sur l'ensemble de la côte est jusqu'au centre des États-Unis. Au Canada, elle est mentionnée dans les provinces de l'est (Ontario, Québec, Nouveau-Brunswick, Nouvelle-Écosse et l'Île-du-Prince-Édouard) .

## Description
Celithemis elisa est une petite libellule  qui mesure de 54 à 56 mm d'envergure. Le haut des ailes antérieures et postérieures possède une série de trois taches. À la base des postérieures, le motif est plus prononcé et chez certains spécimens, il forme un demi-cercle. Le mâle mature a un thorax de couleur rouge avec des bandes noires. L'abdomen de celui-ci est noir avec plusieurs taches rouges en forme de cœur. La femelle et les immatures des deux sexes ont le thorax de couleur brun jaunâtre marqué de noir. L'abdomen est noire avec des taches jaunes en forme de cœur. Les motifs sur les ailes peuvent être très variables d'un spécimen à l'autre.

## Habitat
La célithème indienne se retrouve dans les étangs, les mares, les marais et les rivières à faible débit . C'est une espèce qui semble préférer les milieux ayant une présence de plantes émergentes en bordure des plans d'eau.

## Galerie

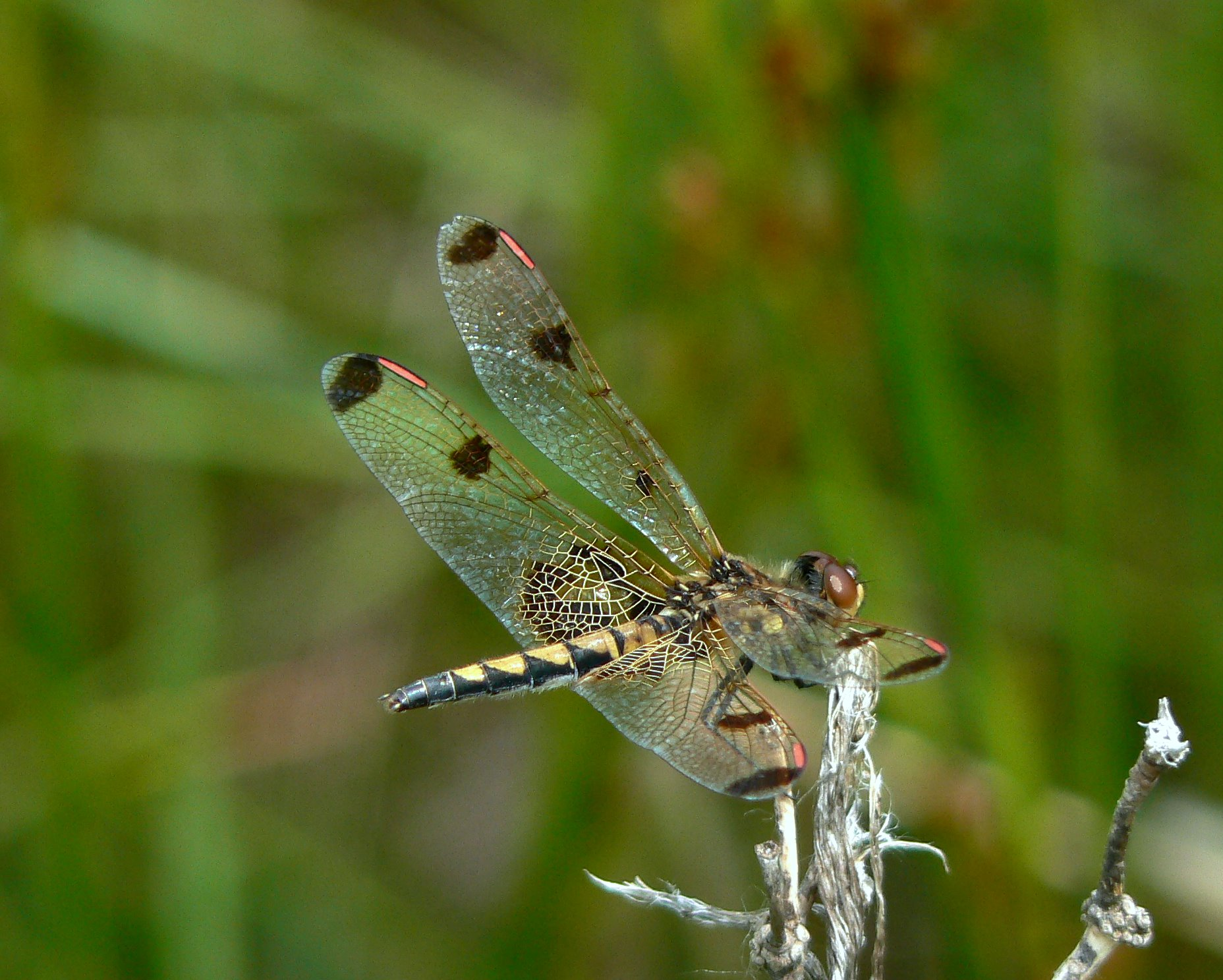
Femelle
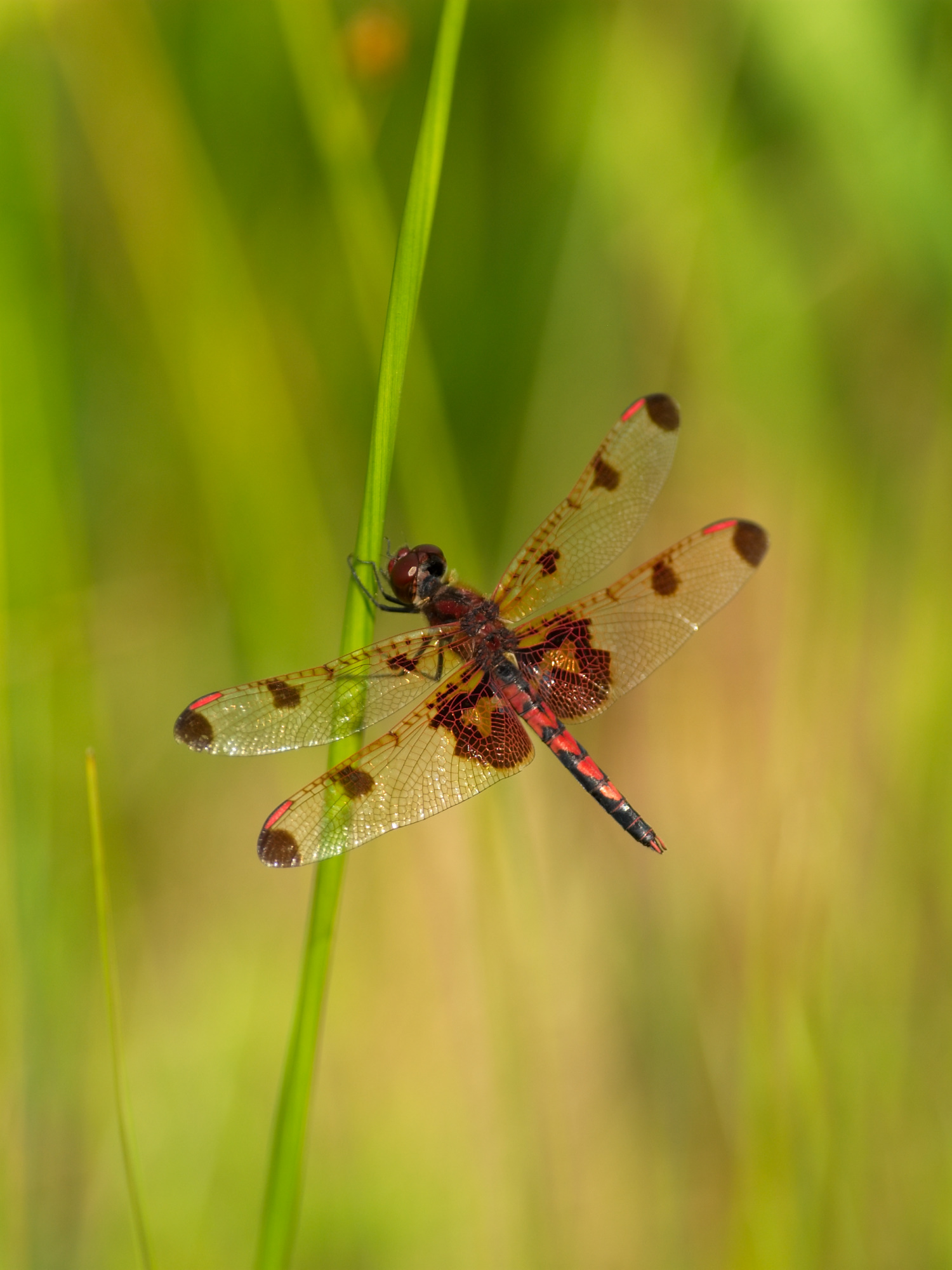
Male